# Prêmio Harold Pender
O  Prêmio Harold Pender (em inglês:  Harold Pender Award), iniciado em 1872 e denominado em homenagem ao seu fundador o decano Harold Pender, é concedido pela faculdade da Escola de Engenharia e Ciência Aplicada da Universidade da Pensilvânia a um membro de destaque da profissão de engenharia que obteve distinção por significantes contribuições à sociedade. É a mais alta distinção da Escola de Engenharia.

## Laureados
- 1972: Edward Emil David Jr., assessor científico do Presidente dos Estados Unidos
- 1973: John Mauchly e John Presper Eckert, inventores do ENIAC
- 1974: [[Peter Carl Goldmark]
- 1975: Chauncey Starr
- 1976: Hyman Rickover
- 1977: Jan Aleksander Rajchman
- 1978: Claude Shannon
- 1979: Edwin Land
- 1980: Robert Noyce
- 1981: Richard Hamming
- 1982: Maurice Vincent Wilkes
- 1983: John Backus
- 1984: Carver Mead e Lynn Conway
- 1985: Amnon Yariv
- 1986: Ronold Wyeth Percival King
- 1987: Herbert Simon
- 1988: John Bardeen
- 1989: Leo Esaki
- 1990: Dana Scott
- 1991: Arno Allan Penzias
- 1993: Hiroshi Inose
- 1995: [[George Dantzig]
- 1999: John Henry Holland
- 2000: Jack Kilby
- 2002: John Hopfield
- 2003: Dennis Ritchie e Ken Thompson
- 2006: Mildred Dresselhaus
- 2010: Robert Kahn e Vint Cerf